# الوزلة (الشعر)

تعديل مصدري - تعديل

الوزلة محلة تابعة لقرية جرعان، التابعة لعزلة مقنع بمديرية الشعر إحدى مديريات محافظة إب في الجمهورية اليمنية.، بلغ تعداد سكانها 141 حسب تعداد اليمن لعام 2004.